# Kaštel Pavla Cipika
Kaštel Pavla Cipika je středověká mořská tvrz v chorvatské obci Kaštel Novi ve Splitsko-dalmatské župě na pobřeží Jadranu (Kaštela).

## Historie
Roku 1512 udělila benátská vláda trogirskému šlechtici Pavlu Cipikovi, synovci Koriolana Cipika, povolení k výstavbě kaštelu a osady na mořském pobřeží, poblíž kostela sv. Petra z Klobučce.
Kaštel je samostatně stojící pevnost, pravidelného čtvercového půdorysu. Stavba měla tři podlaží a ve čtvrtém byla mašikula, zastřešená strážní věž. Jelikož budova vznikala v době, kdy se začaly využívat palné zbraně, jsou ve zdech střílny a otvory pro děla. Na jižním průčelí se nachází balkon a mořská brána, která je pro kaštelanské kaštely charakteristická. Uvnitř pevnosti vznikla osada obklopená hradbami s věžemi v rozích[rozpor] a vstup do ní byl přes padací most. V pevnosti našli útočiště uprchlíci z vesnic Špiljan a Žestinj.
V roce 1517 vesnici vyplenili Turci, ale věž dobýt nedokázali. Počátkem roku 1524 byla vesnice těžce poškozena požárem. Rod Cipiků rozdělil svůj majetek na dvě části, každá z nich s opevněnou osadou a jedním hradem. Starší Coriolanův hrad, se jmenoval Kaštel Stari a Pavlův Kaštel Novi.

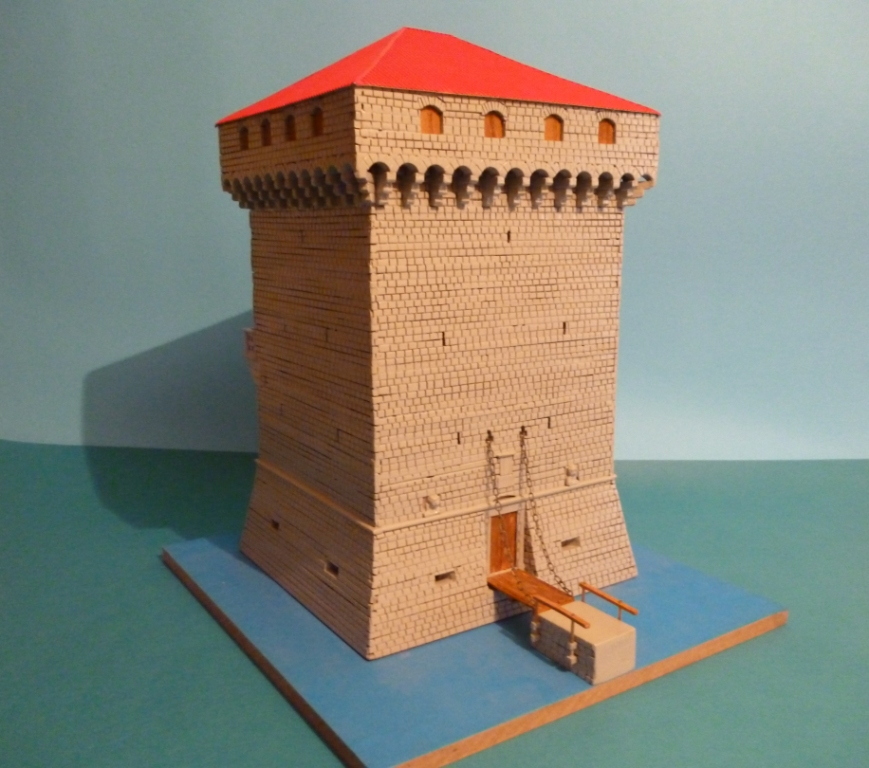
Model hradu Pavle Cipika: pohled z pevniny
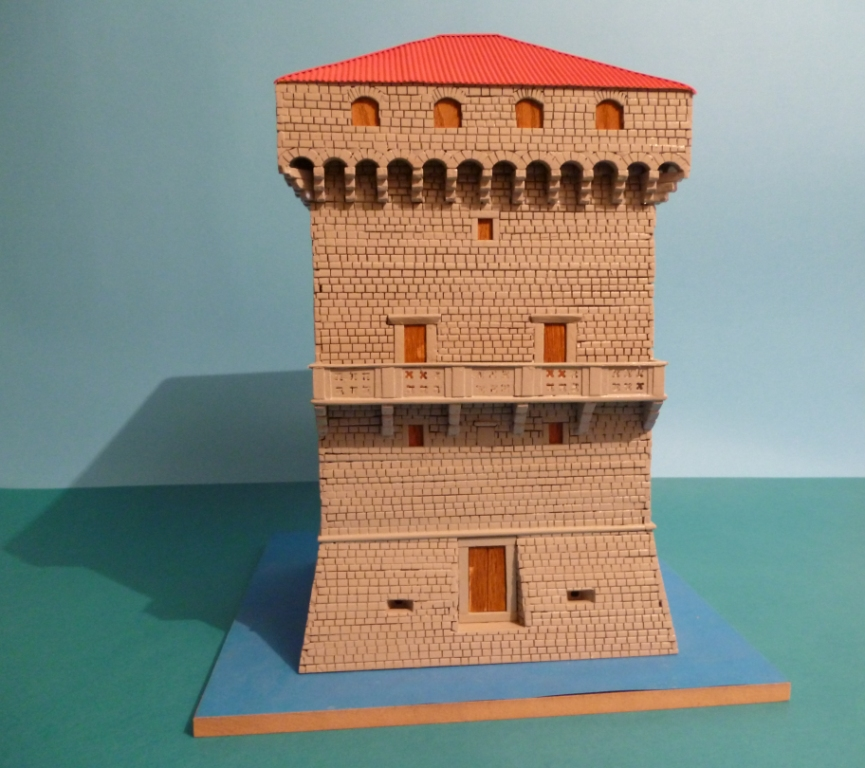
Model hradu Pavle Cipika: pohled od moře